# Thomas Smith Grimké
Thomas Smith Grimké, né le 22 septembre 1786 à Charleston (États-Unis) et mort le 12 octobre 1834 à Columbus (États-Unis), est un avocat, écrivain et homme politique américain, membre du Sénat de Caroline du Sud de 1826 à 1830. 
Thomas Grimké fait ses études au Charleston College, puis fait ses études de droit avec le professeur John Julius Pringle, devenu Attorney General de Caroline du Sud en 1804.  Grimké arrêta ses études de droit pour entrer à Yale à la fin de 1805.   Après ses études à Yale, Grimké fut contraint par son père de travailler au plus vite comme avocat. Il commença donc sa carrière au barreau en mai 1809. Il exerça surtout à Charleston, en Caroline du Sud. En 1830, Grimké reçoit son doctorat de droit à Yale. Il écrit également une Comparaison des éloquences grecques et américaines. 
Grimké meurt lors de la deuxième pandémie de choléra le 12 octobre 1834, lors d'une tournée de conférences où il rendit notamment visite à des membres de sa famille dans l'Ohio. Il est enterré à Columbus, Ohio. Le sermon lu lors de ses funérailles fut publié par les éditions épiscopales, dans le Gospel Messenger, volume 11, de décembre 1834.